# Campionatul Național de Fotbal al României 1930-1931
Sezonul 1930-1931 al Campionatului Național a fost cea de-a 19-a ediție a Campionatului de Fotbal al României. UD Reșița a devenit campioană pentru prima oară în istoria sa.
Campionatul s-a disputat într-un nou sistem, decis de Biroul Federal la ședința din 16 februarie 1930, și confirmat la 14 mai 1931: România a fost împărțită pe criterii geografice în cinci Ligi, învingătoarele urmând să se întâlnească în faza națională. După primele două meciuri, sistemul a fost din nou schimbat, cele două învinse fiind eliminate, iar una dintre învingătoare fiind calificată automat în finală, a doua urmând a se decide într-un meci de baraj.

## Faza regională
În caz de egal, meciul se rejuca până se înregistra o câștigătoare. Câștigătoarele finalelor au avansat în faza națională.

### Liga de Sud
Era alcătuită din diviziile județelor/orașelor Brăila, București, Constanța, Galați, Prahova, ale căror câștigătoare s-au calificat în turneul final. Câștigătoarea Bucureștiului s-a calificat direct în finală.
| Echipa 1         | Scor gen. | Echipa 2           | Tur | Retur |
| ---------------- | --------- | ------------------ | --- | ----- |
| Prahova Ploiești | 8 – 0     | Franco-Româna⁠(d)   | X   | X     |
| Dacia Galați     | 0 – 1     | Victoria Constanța | X   | X     |

| Echipa 1           | Scor gen. | Echipa 2         | Tur | Retur |
| ------------------ | --------- | ---------------- | --- | ----- |
| Victoria Constanța | 1 – 3     | Prahova Ploiești | X   | X     |

| Echipa 1         | Scor gen. | Echipa 2        | Tur | Retur |
| ---------------- | --------- | --------------- | --- | ----- |
| Prahova Ploiești | 1 – 0     | Unirea Tricolor | X   | X     |

### Liga de Vest
Era alcătuită din diviziile județelor/regiunilor Arad, Banat, Banatul de Sud, Oltenia, Valea Jiului, ale căror câștigătoare s-au calificat în turneul final. Câștigătoarea Banatului de Sud s-a calificat direct în finală.
| Echipa 1       | Scor gen. | Echipa 2               | Tur   | Retur |
| -------------- | --------- | ---------------------- | ----- | ----- |
| Minerul Vulcan | 6 – 3     | Rovina Grivița Craiova | X     | X     |
| Vulturii Lugoj | 0 – 2     | Gloria CFR Arad        | 0 – 0 | 0 – 2 |

| Echipa 1        | Scor gen.  | Echipa 2       | Tur | Retur |
| --------------- | ---------- | -------------- | --- | ----- |
| Gloria CFR Arad | Necunoscut | Minerul Vulcan | X   | X     |

| Echipa 1  | Scor gen.  | Echipa 2        | Tur | Retur |
| --------- | ---------- | --------------- | --- | ----- |
| UD Reșița | Masa verde | Gloria CFR Arad | X   | X     |

### Liga de Nord
Era alcătuită din diviziile orașelor/regiunilor Cluj, Maramureș, Oradea, Someș și Turda, ale căror câștigătoare s-au calificat în turneul final. Câștigătoarea Oradei s-a calificat direct în finală.
| Echipa 1           | Scor gen.  | Echipa 2            | Tur | Retur |
| ------------------ | ---------- | ------------------- | --- | ----- |
| Sparta Gherla      | 5 – 1      | Arieșul Turda       | X   | X     |
| Universitatea Cluj | Necunoscut | Stăruința Satu Mare | X   | X     |

| Echipa 1      | Scor gen.  | Echipa 2           | Tur | Retur |
| ------------- | ---------- | ------------------ | --- | ----- |
| Sparta Gherla | Masa verde | Universitatea Cluj | X   | X     |

| Echipa 1       | Scor gen. | Echipa 2      | Tur | Retur |
| -------------- | --------- | ------------- | --- | ----- |
| Crișana Oradea | 5 – 0     | Sparta Gherla | X   | X     |

### Liga de Centru
Era alcătuită din diviziile orașelor/județelor Brașov, Mureș, Sibiu, Sighișoara, ale căror câștigătoare s-au calificat în turneul final.
| Echipa 1        | Scor gen. | Echipa 2            | Tur | Retur |
| --------------- | --------- | ------------------- | --- | ----- |
| SG Sibiu        | 4 – 1     | SG Mediaș           | X   | X     |
| Brașovia Brașov | 4 – 1     | Mureșul Târgu Mureș | X   | X     |

| Echipa 1        | Scor gen. | Echipa 2 | Tur | Retur |
| --------------- | --------- | -------- | --- | ----- |
| Brașovia Brașov | 4 – 0     | SG Sibiu | X   | X     |

### Liga de Est
Era alcătuită din diviziile orașelor Cernăuți, Chișinău și Iași, ale căror câștigătoare s-au calificat în turneul final.
| Echipa 1       | Scor gen. | Echipa 2      | Tur | Retur |
| -------------- | --------- | ------------- | --- | ----- |
| Concordia Iași | 3 – 1     | M.V. Chișinău | X   | X     |

| Echipa 1         | Scor gen. | Echipa 2       | Tur | Retur |
| ---------------- | --------- | -------------- | --- | ----- |
| Maccabi Cernăuți | 3 – 1     | Concordia Iași | X   | X     |

## Faza națională

### Baraj
| 7 iunie 1931 | Crișana Oradea | 4 – 6 | SG Sibiu | Oradea |
| 7 iunie 1931 |                |       |          | Oradea |

### Semifinale
| 7 iunie 1931 | Prahova Ploiești | 2 – 3 | UD Reșița | Ploiești |
| 7 iunie 1931 |                  |       |           | Ploiești |

| 14 iunie 1931 | SG Sibiu | 4 – 2 | Maccabi Cernăuți | Sibiu |
| 14 iunie 1931 |          |       |                  | Sibiu |

### Finala
| 28 iunie 1931 | UD Reșița       | 2 – 0 | SG Sibiu | Reșița Arbitru: Ștefan Lucescu (București) |
| 28 iunie 1931 | Lakatos 9', 84' |       |          | Reșița Arbitru: Ștefan Lucescu (București) |

| Câștigătorii Campionatului Național ediția 1930/1931 |
| ---------------------------------------------------- |
| UD Reșița Primul Titlu                               |